# Första haitiska kejsardömet
Kejsardömet Haiti (franska: Empire d'Haïti, haitisk kreol: Anpi an Ayiti) var en valmonarki i Nordamerika. Haiti hade tidigare varit den franska besittningen Saint-Domingue, men den 1 januari 1804 utropades självständighet. Haitis generalguvernör, Jean-Jacques Dessalines, skapade kejsardömet den 22 september 1804 och utropade sig själv som kejsar Jacques I. Den 6 oktober samma år kröntes han. Konstitutionen den 20 maj 1805 delade upp Haiti i sex militära avdelningar med en general var. Där bestämdes också tronföljden, kronan var valbar och kejsaren hade makten att utse efterträdaren. Konstitutionen förbjöd också utländska vita (utom tyskar och polacker, vilka ansågs ha sympatiserat med revolutionen) från att inneha egendom.
Kejsar Jacques I avrättades den 17 oktober 1806 och två medlemmar från hans administration, Alexandre Pétion och Henri Christophe, tog makten vilket ledde till splittring där Pétion ledde den södra Republiken Haito och Christophe ledde den norra Staten Haiti. Flera år senare, den 26 augusti 1849, skapade  Faustin Soulouque ett nytt haitiskt kejsardöme som fanns kvar fram till 15 januari 1859. 